# Messíni (ville)
Ne doit pas être confondu avec la ville antique de Messène ou le dème de Messíni.
Messíni est une ville du Péloponnèse, siège du dème homonyme en Messénie.
La ville actuelle s'est développée au Moyen Âge, peut-être à partir de la résidence princière qui s'y trouvait, et qui était la préférée d'Isabelle de Villehardouin.
Originellement, la localité portait le nom de Nissi (Νησί, « île »), probablement à la fois par déformation du nom de Messène (Messini) et parce que le site était parfois entouré des eaux du fleuve Pamissos. Durant la période latine, son nom en français était ainsi « L'Isle » (ou une variante). Elle a été rebaptisée du nom de la cité antique en 1867.
Elle fut détruite par Ibrahim Pacha au cours de la guerre d'indépendance grecque. 
Son nom fait référence à la ville antique de Messène située à 15 km au nord-ouest.